# Gouvernement de Gaulle III
Pour les articles homonymes, voir Gouvernement Charles de Gaulle.
Quatrième République
Gouvernement Pierre Pflimlin Gouvernement Michel Debré
Le troisième gouvernement Charles de Gaulle, sous la présidence de René Coty, est le dernier gouvernement de la Quatrième République et le premier gouvernement de la Cinquième République. Formé le 1er juin 1958 par une coalition des principaux partis politiques (à l’exception du PCF) pour tirer les leçons de la crise du 13 mai, il marque le retour au pouvoir du général de Gaulle, qui n’exerce plus de fonctions officielles depuis la démission de son second gouvernement en 1946, et en retrait de la vie politique française depuis 1955 (« traversée du désert »).
Conçu dans l’objectif net de mettre fin à la Quatrième République pour la remplacer par un régime correspondant aux idées du Général, il fait voter dès le 3 juin une loi constitutionnelle préparant le changement de régime et lui conférant des pouvoirs accrus, puis rédige durant l’été une nouvelle constitution qu’il soumet au référendum le 28 septembre. Après l’entrée en vigueur du texte le 4 octobre, il assure la mise en place des nouvelles institutions en application d’un pouvoir organique exceptionnel. La première élection présidentielle du nouveau régime se tient le 21 décembre et est emportée nettement et sans surprise par le général de Gaulle  : son gouvernement démissionne le 8 janvier 1959 et est remplacé le jour même par le gouvernement Michel Debré, soutenant l’action du général, alors que celui-ci prend ses nouvelles fonctions de président de la République.
Bien que ce gouvernement soit principalement notoire pour la très importante réforme institutionnelle qu’il a conduite, son action comporte aussi des mesures significatives en matière de décolonisation (indépendance de la Guinée), de politique monétaire (plan Pinay-Rueff) et éducative (ordonnance Berthoin) et en matière militaire (poursuite de la guerre d’Algérie, prolongement de la durée de la conscription).

## Chronologie

### 1958
- 15 avril : Chute du gouvernement Félix Gaillard
- 13 mai : Début de la crise de mai 1958
  - Putsch d'Alger et création du Comité de Salut public, de Gaulle appelé au pouvoir.
  - Le même jour, l'Assemblée nationale vote l'investiture de Pierre Pflimlin, début du gouvernement Pierre Pflimlin.
- 19 mai : Conférence de presse du général de Gaulle.
- 28 mai :
  - Démission du président du Conseil Pflimlin et fin de son gouvernement.
  - Manifestation antifasciste à Paris.
- 1er juin : début du troisième gouvernement Charles de Gaulle ; l'investiture est accordée par l'Assemblée nationale par 329 voix pour et 224 contre[1].
- 2 juin : de Gaulle obtient les pleins pouvoirs de l'Assemblée pour six mois et peut notamment légiférer par ordonnance. La loi constitutionnelle du 3 juin 1958 lui confie la mission d'élaborer une nouvelle Constitution dont le projet sera soumis à référendum.
- 3 juin : l'Assemblée nationale, conformément à l'exigence présentée par le général de Gaulle lors de son discours d'investiture, s'ajourne pour six mois (au terme desquels elle a disparu en raison de l'adoption de la nouvelle Constitution).
- 4 septembre : de Gaulle présente la nouvelle constitution, place de la République à Paris.
- 28 septembre : approbation par référendum de la Constitution du 4 octobre 1958 dite Constitution de la Cinquième République, avec près de 80 % de oui.
- 1er octobre : création de l'Union pour la nouvelle République (UNR).
- 2 octobre : indépendance de la Guinée octroyée par la France.
- 4 octobre : promulgation de la Constitution de la Ve République, adoptée par référendum le 28 septembre. La IVe République est terminée.
- 23 novembre : élections législatives (23-30 nov) : large victoire de la droite (UNR), fort recul des communistes.
- 9 décembre : Jacques Chaban-Delmas président de l'Assemblée nationale.
- 21 décembre : Charles de Gaulle est élu président de la République et de la Communauté française avec 77,5 % des voix, au suffrage indirect (80 000 électeurs, parmi les élus), il succède à René Coty le 8 janvier 1959.
- 28 décembre : mise en œuvre du Plan Pinay-Rueff d'assainissement financier avec une dévaluation de 17,5 % et la création du nouveau franc.

### 1959
- 6 janvier : Ordonnance « Berthoin » : prolongation de la scolarité obligatoire jusqu'à 16 ans.
- 7 janvier : Un décret porte à 24 mois les obligations d'activité du service militaire.
- 8 janvier : Charles de Gaulle devient officiellement le premier président de la Cinquième République française.
- 9 janvier : Début du gouvernement Michel Debré jusqu'au 14 avril 1962.

## Composition

### Président du Conseil
| Image | Fonction                                              |  | Nom               | Parti |
| ----- | ----------------------------------------------------- |  | ----------------- | ----- |
|       | Président du Conseil Ministre de la Défense nationale |  | Charles de Gaulle | SE    |

### Ministres d'État
| Image | Fonction                                                     |  | Nom                    | Parti |
| ----- | ------------------------------------------------------------ |  | ---------------------- | ----- |
|       | Ministre d'État, chargé du Statut général des Fonctionnaires |  | Guy Mollet             | SFIO  |
|       | Ministre d'État                                              |  | Louis Jacquinot        | CNIP  |
|       | Ministre d'État                                              |  | Pierre Pflimlin        | MRP   |
|       | Ministre d'État                                              |  | Félix Houphouët-Boigny | RDA   |

### Ministres
| Image | Fonction                                                      |  | Nom                                                | Parti              |
| ----- | ------------------------------------------------------------- |  | -------------------------------------------------- | ------------------ |
|       | Garde des sceaux, ministre de la Justice                      |  | Michel Debré                                       | RS, UNR            |
|       | Ministre des Affaires étrangères                              |  | Maurice Couve de Murville                          | SE                 |
|       | Ministre de l'Intérieur                                       |  | Émile Pelletier                                    | SE                 |
|       | Ministre des Armées                                           |  | Pierre Guillaumat                                  | SE                 |
|       | Ministre des Finances et des Affaires économiques             |  | Antoine Pinay                                      | CNIP               |
|       | Ministre de l'Éducation nationale                             |  | Jean Berthoin                                      | RAD                |
|       | Ministre du Travail                                           |  | Paul Bacon                                         | MRP                |
|       | Ministre de la France d'outre-mer                             |  | Bernard Cornut-Gentille (à partir du 3 juin 1958)  | SE puis UNR        |
|       | Ministre du Sahara                                            |  | Max Lejeune (à partir du 3 juin 1958)              | SFIO               |
|       | Ministre chargé de la Radio, de la Télévision et de la Presse |  | André Malraux (du 12 juin au 7 juillet 1958)       | RS                 |
|       | Ministre de l'Information                                     |  | Jacques Soustelle (à partir du 7 juillet 1958)     | RS-USRAF, URF, UNR |
|       | Ministre des Travaux publics, des Transports et du Tourisme   |  | Antoine Pinay (intérim) (du 3 au 9 juin 1958)      | CNIP               |
|       | Ministre des Travaux publics, des Transports et du Tourisme   |  | Robert Buron (à partir du 9 juin 1958)             | MRP                |
|       | Ministre de l'Industrie et du Commerce                        |  | Édouard Ramonet (à partir du 9 juin 1958)          | PGDRS, CR          |
|       | Ministre de l'Agriculture                                     |  | Antoine Pinay (intérim) (du 3 au 9 juin 1958)      | CNIP               |
|       | Ministre de l'Agriculture                                     |  | Roger Houdet (à partir du 9 juin 1958)             | CNIP               |
|       | Ministre de la Reconstruction et du Logement                  |  | Michel Debré (intérim) (du 3 au 9 juin 1958)       | RS                 |
|       | Ministre de la Construction                                   |  | Pierre Sudreau (à partir du 9 juin 1958)           | SE                 |
|       | Ministre des Anciens combattants et Victimes de guerre        |  | Michel Debré (intérim) (du 3 au 9 juin 1958)       | RS                 |
|       | Ministre des Anciens combattants et Victimes de guerre        |  | Edmond Michelet (à partir du 9 juin 1958)          | RS, UNR            |
|       | Ministre des PTT                                              |  | Eugène Thomas                                      | SFIO               |
|       | Ministre de la Santé publique et de la Population             |  | Paul Bacon (intérim) (du 3 juin au 7 juillet 1958) | MRP                |
|       | Ministre de la Santé publique et de la Population             |  | Bernard Chenot (à partir du 7 juillet 1958)        | SE                 |

### Ministres délégués
| Image | Fonction                                    |  | Nom                                          | Parti   |
| ----- | ------------------------------------------- |  | -------------------------------------------- | ------- |
|       | Ministre délégué à la Présidence du Conseil |  | André Malraux (à partir du 3 juin 1958)      | RS, UNR |
|       | Ministre délégué à la Présidence du Conseil |  | André Boulloche (à partir du 7 juillet 1958) | SFIO    |

### Secrétaires d'État
| Image | Fonction                                       |  | Nom                                    | Parti |
| ----- | ---------------------------------------------- |  | -------------------------------------- | ----- |
|       | Secrétaire d'État à l'Industrie et au Commerce |  | Édouard Ramonet (jusqu'au 9 juin 1958) | PGDRS |

## Répartition partisane
| Parti                         | Parti                                                  | Premier ministre | Ministres d'État | Ministres | Ministres délégués | Secrétaires d'État | Total |
| ----------------------------- | ------------------------------------------------------ | ---------------- | ---------------- | --------- | ------------------ | ------------------ | ----- |
| Répartition le 3 juin 1958    | Répartition le 3 juin 1958                             | 1                | 4                | 10        | 1                  | 1                  | 17    |
|                               | Sans étiquette                                         | 1                |                  | 4         |                    |                    | 5     |
|                               | Section française de l'Internationale ouvrière         |                  | 1                | 2         |                    |                    | 3     |
|                               | Centre national des indépendants et paysans            | 1                | 1                |           |                    | 2                  |       |
|                               | Mouvement républicain populaire                        | 1                | 1                |           |                    | 2                  |       |
|                               | Rassemblement démocratique africain                    | 1                |                  |           |                    | 1                  |       |
|                               | Centre national des républicains sociaux               |                  | 1                | 1         |                    | 2                  |       |
|                               | Parti radical-socialiste                               |                  | 1                |           |                    | 1                  |       |
|                               | Parti de la gauche démocratique et radicale-socialiste |                  |                  |           | 1                  | 1                  |       |
|                               |                                                        |                  |                  |           |                    |                    |       |
| Répartition le 8 janvier 1959 | Répartition le 8 janvier 1959                          | 1                | 4                | 17        | 2                  | 0                  | 24    |
|                               | Sans étiquette                                         | 1                |                  | 5         |                    |                    | 6     |
|                               | Section française de l'Internationale ouvrière         |                  | 1                | 2         | 1                  | 4                  |       |
|                               | Centre national des indépendants et paysans            | 1                | 2                |           | 3                  |                    |       |
|                               | Mouvement républicain populaire                        | 1                | 2                |           | 3                  |                    |       |
|                               | Rassemblement démocratique africain                    | 1                |                  |           | 1                  |                    |       |
|                               | Union pour la nouvelle République                      |                  | 4                | 1         | 5                  |                    |       |
|                               | Parti radical-socialiste                               |                  | 1                |           | 1                  |                    |       |
|                               | Centre républicain                                     |                  | 1                |           | 1                  |                    |       |